# Дубина Олександр Кузьмич
Олександр Кузьмич Дубина (29 жовтня 1951, Київ — 13 квітня 2015, Київ) — український історик та публіцист. Кандидат історичних наук. Член Спілки журналістів України. Відомий своїми дослідженнями української історії доби гетьмана Івана Мазепи.

## Життєпис
Народився в сім'ї українського вченого, директора Інституту історії АН України Кузьми Кіндратовича Дубини та Лідії Василівни Дубини, викладача Київського університету. Дубина закінчив Київську середню школу № 51. У 1974 році закінчив історичний факультет Київського університету імені Т. Г. Шевченка. У 1989 році захистив кандидатську дисертацію в цьому ж університеті; тема дисертації «Політика США в Центральній Америці та Карибському басейні у 1977—1988 рр». Опісля працював в Університеті Шевченка, на викладацькій та науковій роботі.
Працював також у редакціях Української Енциклопедії, газети «Рада», журналу «Політика і час», публікувався в багатьох українських та зарубіжних періодичних виданнях як публіцист-міжнародник і латиноамериканіст, був членом редакційної ради журналу «Сіверянський літопис». Автор кількасот публікацій з питань міжнародних відносин та зовнішньої політики України, політології, а також статей з історії зарубіжних країн у довідкових та енциклопедичних виданнях.
У 1992 році вийшла друком його наукова розвідка «Геополітичні долі України».
Помер 13 квітня 2015 року.

## Погляди
У своїй статті «Так хто ж відкрив Америку?» стверджував, що Христофор Колумб — українець із Коломиї, що «Україна є колискою світової цивілізації, а ми, українці, — її творцями» і, посилаючись на засновника неоязичницької РУНВіри Лева Силенка, називав гіксосів «давньоукраїнським плем'ям».
В доробку О.Дубини є також «сенсаційні» розвідки про здійснення замаху на генерала Ватутіна нібито агентурою НКВД, а не вояками УПА, які базуються на доволі очевидних вигадках. Ця та ряд інших публікацій були використані для кампанії відбілювання імені радянського генерала,.

## Праці
- «Геополітичні долі України» (1992)